# Magyarországi Zsidó Hitközségek Szövetsége
A Magyarországi Zsidó Hitközségek Szövetsége (rövidítve: Mazsihisz) zsidó vallási szervezet. Fő feladatának tekinti a vallási élet fejlesztését, hitoktatást (talmud-tóra), szociális gondoskodást (pl. ételosztás, betegápolás), közösségi kapcsolatok teremtését, a közösségi kölcsönös segítségnyújtást. Céljuk a zsidó kultúra terjesztése, a világ zsidóságával való kapcsolatok erősítése, a zsidó hagyományok ápolása. Részt vesznek kulturális programok szervezésében, melyek közül a leghíresebb a 2014-ig évente megrendezett Zsidó Nyári Fesztivál, 2015-től Zsidó Kulturális Fesztivál.
A zsidó felekezeteken belül a neológ irányvonalat képviseli, bár igyekszik az összes többi vallási irányzat szóvivői és képviseleti szerveként is működni, míg kritikusai szerint csupán monopolizálni igyekszik a zsidóság képviseletét és azon keresztül a támogatások és egyéb anyagi javak elosztását.

## Története
A kommunista rezsim 1950-ben az összes felekezeti irányvonalat és hitközséget erőszakosan összeolvasztotta egyetlen általa létrehozott ernyőszervezet, a Magyar Izraeliták Országos Képviselete (MIOK) alá. A rendszerváltást követően ennek átszervezéséből jött létre 1991-ben a Mazsihisz. Elnökét és ügyvezető igazgatóját 2 évente választja a közgyűlés, melynek 12 főből álló tagsága a vidéki hitközségek és a budapesti körzetek képviselőiből, valamint rabbikból áll. Elnöke 1991-es alakulásától 1999-ig, illetve 2004-től 2013-ig Feldmájer Péter volt, míg a köztes időszakban 1999-től 2003-ig Tordai Péter, azóta pedig Heisler András. Ügyvezető igazgatója 1991-től 2013-ig Zoltai Gusztáv volt, azóta pedig Kunos Péter.
A Magyarországi Zsidó Hitközségek Szövetsége képviseli a magyarországi zsidóságot a nemzetközi zsidó szervezeteknél többek között a Zsidó Világkongresszusnál (WJC), az Európai Zsidó Kongresszusnál (EJC), A Claims Conference-nél, a Joint-nál és a Szochnutnál.
1993-ban a Mazsihiszen belül alakult újjá az orthodox irányvonal Magyarországi Autonóm Orthodox Izraelita Hitközség néven (a szövetségnek az alacsony lélekszám miatt egyetlen tagja van, a Budapesti Autonóm Orthodox Hitközség).
1999-ben Feldmájert Tordai Péter váltotta az elnöki székben, aki után 2003-ban Heisler András következett. 2005-ben Heislert újra Feldmájer Péter követte az elnöki tisztségben, akit 2013-ban váltottak le a hitközség éléről. Helyébe ismét Heislert választották meg vezetőjüknek.
A szervezet tevékenységével és irányvonalával egyet nem értők egy másik csoportja Köves Slomó rabbi vezetésével 2004-ben létrehozta az Egységes Magyarországi Izraelita Hitközséget (EMIH), mely az ortodoxokhoz hasonlóan egy, a Mazsihisztől független országos szervezet. Filozófiáját tekintve status quo ante (latin: „az előző állapot”) történelmi irányzatot követ és a 19. századi magyar zsidóság vallási megosztottságából ered. Azokat a hitközségeket foglalta magába, melyek az 1868–69-es zsidó kongresszust követően nem kívántak csatlakozni sem a neológ, sem az ortodox országos szervezethez, hanem megtartották a status quo ante állapotot, vagyis a kongresszust megelőző helyzetüket. Elutasították a vallási reformokat, ugyanakkor nem kívántak az ortodox irányzat szigorúbb szervezeti kereteihez sem csatlakozni.
Az 1993-óta működő Magyarországi Autonóm Orthodox Izraelita Hitközség 2011. december 30-án államilag elismert történelmi egyház lett. Ennek következtében 2012-ben teljesen függetlenedett a Mazsihisztől és önálló egyházzá alakult.
Az orthodox hitközség függetlenedésével újra kialakult az 1868-as zsidó hitfelekezeti kongresszus utáni állapot, ami az akkoriban lezajlott zsidó emancipációra adandó közös felekezeti reakciók kidolgozása helyett három fő irányvonalra (neológ, orthodox és statusquo ante) törte szét a magyarországi zsidó vallási életet.
Ezeken kívül akadnak még nem Magyarországon kialakult apróbb irányzatok, amik szintén nem, vagy esetleg csak részben kapcsolódnak a Mazsihiszhez.

## Vezetőinek listája

### Elnökei
| Vezető          | Hivatali idő | Megjegyzés          |
| --------------- | ------------ | ------------------- |
| Feldmájer Péter | 1991–1999    |                     |
| Tordai Péter    | 1999–2003    |                     |
| Heisler András  | 2003–2005    |                     |
| Feldmájer Péter | 2005–2013    | Második alkalommal. |
| Heisler András  | 2013–2023    | Második alkalommal. |
| Grósz Andor     | 2023–        |                     |

### Ügyvezető igazgatói
| Vezető         | Hivatali idő | Megjegyzés |
| -------------- | ------------ | ---------- |
| Zoltai Gusztáv | 1991–2014    |            |
| Kunos Péter    | 2014–        |            |